# Labuan
Labuan là một Lãnh thổ Liên bang của Malaysia. Labuan được biết đến bởi đây là một trung tâm tài chính và thương mại quốc tế cũng như là một địa điểm du lịch cho những người có sở thích lặn biển và đặc biệt là cho những người dân ở đất nước Brunei giàu có nằm sát bên. Tên gọi Labuan có nguồn gốc từ tiếng Mã Lai labuhan có nghĩa là "nơi thả neo" hay "nơi đậu tàu".

## Địa lý

Đảo Labuan và các hòn đảo nhỏ của Lãnh thổ

Lãnh thổ Liên bang Labuan bao gồm đảo Labuan (75 km²) và 6 hòn đảo khác nhỏ hơn là Pulau Burung, Pulau Daat, Pulau Kuraman, Pulau Papan, Pulau Rusukan Kecil, và Pulau Rusukan Besar (Bản thân từ "Pulau" đã có nghĩa là "đảo"). Tổng diện tích lãnh thổ là 92 km². Lãnh thổ nằm cách bờ biển đảo Borneo chỉ 8 km, nằm sát bang Sabah của Malaysia và đất nước Brunei. Hòn đảo Labuan chủ yếu là đồng bằng và đồi núi thấp với điểm cao nhất chỉ là 85 mét. Có tới trên 70% diện tích của đảo là cây cối. Bandar Labuan, từng được gọi là Victoria là đô thị chính và đối diện với Vịnh Brunei. Lãnh thổ Labuan có các chuyến phà nối với Brunei và Kota Kinabalu, ngoài ra còn có Sân bay Labuan.

### Khí hậu
| Dữ liệu khí hậu của Labuan               | Dữ liệu khí hậu của Labuan | Dữ liệu khí hậu của Labuan | Dữ liệu khí hậu của Labuan | Dữ liệu khí hậu của Labuan | Dữ liệu khí hậu của Labuan | Dữ liệu khí hậu của Labuan | Dữ liệu khí hậu của Labuan | Dữ liệu khí hậu của Labuan | Dữ liệu khí hậu của Labuan | Dữ liệu khí hậu của Labuan | Dữ liệu khí hậu của Labuan | Dữ liệu khí hậu của Labuan | Dữ liệu khí hậu của Labuan |
| Tháng                                    | 1                          | 2                          | 3                          | 4                          | 5                          | 6                          | 7                          | 8                          | 9                          | 10                         | 11                         | 12                         | Năm                        |
| ---------------------------------------- | -------------------------- | -------------------------- | -------------------------- | -------------------------- | -------------------------- | -------------------------- | -------------------------- | -------------------------- | -------------------------- | -------------------------- | -------------------------- | -------------------------- | -------------------------- |
| Trung bình ngày tối đa °C (°F)           | 29.7 (85.5)                | 30.2 (86.4)                | 31.5 (88.7)                | 32.2 (90.0)                | 31.7 (89.1)                | 31.5 (88.7)                | 31.0 (87.8)                | 31.3 (88.3)                | 31.0 (87.8)                | 30.8 (87.4)                | 30.7 (87.3)                | 30.4 (86.7)                | 31.0 (87.8)                |
| Trung bình ngày °C (°F)                  | 26.8 (80.2)                | 26.9 (80.4)                | 27.5 (81.5)                | 28.2 (82.8)                | 28.0 (82.4)                | 27.8 (82.0)                | 27.4 (81.3)                | 27.6 (81.7)                | 27.4 (81.3)                | 27.3 (81.1)                | 27.2 (81.0)                | 27.2 (81.0)                | 27.4 (81.3)                |
| Tối thiểu trung bình ngày °C (°F)        | 24.5 (76.1)                | 24.3 (75.7)                | 24.8 (76.6)                | 25.2 (77.4)                | 25.0 (77.0)                | 24.9 (76.8)                | 24.4 (75.9)                | 24.7 (76.5)                | 24.5 (76.1)                | 24.4 (75.9)                | 24.4 (75.9)                | 24.6 (76.3)                | 24.6 (76.3)                |
| Lượng Giáng thủy trung bình mm (inches)  | 233.1 (9.18)               | 122.9 (4.84)               | 109.9 (4.33)               | 195.7 (7.70)               | 297.8 (11.72)              | 287.6 (11.32)              | 284.8 (11.21)              | 283.5 (11.16)              | 351.3 (13.83)              | 390.8 (15.39)              | 377.9 (14.88)              | 309.5 (12.19)              | 3.264,8 (128.54)           |
| Số ngày giáng thủy trung bình (≥ 1.0 mm) | 14                         | 10                         | 10                         | 14                         | 17                         | 16                         | 16                         | 16                         | 18                         | 20                         | 20                         | 17                         | 188                        |
| Số giờ nắng trung bình tháng             | 202.6                      | 199.8                      | 248.2                      | 250.3                      | 243.1                      | 214.9                      | 220.5                      | 222.3                      | 195.6                      | 206.0                      | 209.7                      | 214.4                      | 2.627,4                    |
| Nguồn: NOAA                              |                            |                            |                            |                            |                            |                            |                            |                            |                            |                            |                            |                            |                            |

## Lịch sử
Labuan từng là một phần của Vương quốc Hồi giáo Brunei (một Vương quốc rộng gấp nhiều lần nước Brunei hiện đại). Vào những năm 1840, hòn đảo vốn không có người ở này được đề xuất trở thành một căn cứ cho các hoạt động chống hải tặc của Anh Quốc. Quốc vương Brunei đã nhươngj Labuan cho người Anh năm 1848. Năm 1849, Công ty Quần đảo Phương Đông trở thành công ty đầu tiên mạo hiểm khai thác than ở đây. Về sau lãnh thổ trở thành một trạm trong tuyến cáp ngầm dưới biển giữa Hồng Kông và Singapore.
Trong Chiến tranh Thế giới thứ hai, Labuan bị Nhật Bản chiếm đóng từ tháng 12 năm 1941 đến tháng 6 năm 1945 và người Nhật đã đổi tên nơi này thành Đảo Maida (前田島 [Maeda-shima]). Tháng 6 năm 1945, Labuan lấy lại tên cũ và nằm dưới quyền quản lý của quân đội Anh, sau đó Labuan gia nhập Bắc Borneo thuộc Anh vào ngày 15/7/1946 và trở thành một phần của bang Sabah năm 1963.
Năm 1984, bang Sabah nhượng lại Labuan cho chính quyền liên bang. Năm 1990, Labuan được công bố là một trung tâm tài chính xa bờ quốc tế và mậu dịch tự do. Trung tâm Thương mại và Tài chính Quốc tế Labuan được thành lập năm 1990.

## Nhân khẩu
| Tôn giáo tại Labuan (2010) | Tôn giáo tại Labuan (2010) | Tôn giáo tại Labuan (2010) | Tôn giáo tại Labuan (2010) | Tôn giáo tại Labuan (2010) |
| -------------------------- | -------------------------- | -------------------------- | -------------------------- | -------------------------- |
| Tôn giáo                   | Tôn giáo                   |                            | Tỷ lệ                      | Tỷ lệ                      |
| Hồi giáo                   | Hồi giáo                   |                            | 76.0%                      | 76.0%                      |
| Công giáo                  | Công giáo                  |                            | 12.4%                      | 12.4%                      |
| Phật giáo                  | Phật giáo                  |                            | 9.0%                       | 9.0%                       |
| Vô thần                    | Vô thần                    |                            | 2.0%                       | 2.0%                       |
| Hindu                      | Hindu                      |                            | 0.4%                       | 0.4%                       |
| Khác                       | Khác                       |                            | 0.1%                       | 0.1%                       |
| Không tôn giáo             | Không tôn giáo             |                            | 0.1%                       | 0.1%                       |

Theo Hội đồng Labuan, thành phần dân cư năm 2005 như sau: Người Mã Lai chủ yếu là người Mã Lai Brunei và Kedayan có 30.300 người, người Malaysia gốc Hoa có 10.300 người, người Kadazan Dusun có 5.500 người, người Bajau có 4800 người, người Murut có 700 người, các dân tộc khác là 13.300 người và có 18.600 người có quốc tịch nước ngoài.